# نگپوگلنجه
نگپوگلنجه (به لاتین: Niepoględzie) یک روستا در لهستان است که در گمینا دنبنگتسا کاشوبسکا واقع شده‌است. نگپوگلنجه ۳۷۳ نفر جمعیت دارد.